# Soan papdi
Soan papdi (aussi connu comme patisa, son papri, sohan papdi ou shonpapri)  est un dessert populaire de l'Inde. Il est souvent servi sous la forme de cubes ou en flocons, et il a une texture croustillante et friable.
Traditionnellement, il était vendu en vrac dans des cornets de papiers ; aujourd'hui, on le trouve sous forme de cubes vendus sous emballage.
Son origine géographique précise à l'intérieur du sous-continent fait souvent l'objet de débats.